# Wei Shuo
Wei Shuo (chiń. upr. 卫铄; chiń. trad. 衛鑠; pinyin Wèi Shuò, ur. 272, zm. 349), znana też jako Dama Wei – mistrzyni kaligrafii chińskiej z czasów dynastii Jin.
Pochodziła z rodziny uczonych, od czasów dynastii Han sławnych ze studiów konfucjańskich; prawdopodobnie była wnuczką Wei Yi, który nadzorował urząd ministrów państwa Wei, pierwszego znanego kaligrafa w jej rodzinie. Jej wuj, Wei Guan, był doradcą założyciela dynastii Jin, Sima Yana, i mistrzem kaligraficznego stylu trawiastego. Jego syn (kuzyn damy Wei), Wei Heng, napisał Siti shishu (Traktat o czterech stylach kaligrafii). Rodzina Wei przez niemal 100 lat przekazywała i rozwijała sztukę kaligrafii.
Niewiele wiadomo o jej życiu; nie została jej poświęcona oficjalna biografia w kronikach państwowych. Z biografii jej syna, Li Chonga, wynika, że wcześnie została wdową i prawdopodobnie miała kłopoty finansowe. Li Chong osiągnął wprawdzie stanowisko dające wyższe dochody, ale stało się to już po śmierci matki. Biografia ta nie wspomina o jej wpływie na sztukę syna, niemniej zarówno matka, jak i syn byli sławni z dzieł w stylu regularnym (inaczej pismo wzorcowe, kaishu). Więcej informacji o Wei Shuo znajduje się w pismach o kaligrafii z wczesnego okresu Tang. Wspominają one, że „odziedziczyła styl Zhou You” – sławnego kaligrafa z późnego okresu Han, u którego krewnych lub uczniów mogła studiować; mówią też, że była uważną obserwatorką natury i potrafiła zawrzeć wrażenia z obserwacji w swoich dziełach kaligraficznych, stawiając kreski niczym kamienie spadające ze skał lub niczym pnącza oplatające drzewa.
Wei Shuo była uznaną mistrzynią stylów bieżącego, wzorcowego i kancelaryjnego. Przypisuje się jej też zwięzły (ok. tysiąca znaków chińskich) traktat Bi zhen tu, w którym prosto wyłożyła podstawy kaligrafii, zwracając szczególną uwagę na solidne opanowanie podstaw, jak przygotowanie materiałów piśmiennych czy przyjęcie właściwej postawy ciała przy pisaniu. Zwięzłość tekstu wskazuje, że towarzyszyły mu ilustracje, które jednak nie zachowały się. Bi zhen tu (co można tłumaczyć jako Bitewny szyk pędzla) miał duży wpływ na późniejsze dzieła o ćwiczeniu kaligrafii. Innym możliwym autorem (podobnie jak kolofonu do tego tekstu) jest Wang Xizhi, ale R. Barnhart wykazał, że najprawdopodobniej oba teksty pochodzą z czasów wczesnej dynastii Tang i są wstecznie przypisywane sławnym dawnym mistrzom.
Dama Wei, ciotka Wang Xizhi, przeszła do historii jako nauczycielka tego największego kaligrafa chińskiego. Innymi jej uczniami byli jej syn, Li Chong, i siostrzeniec męża, Li Shi. Istnieją zapisy twierdzące, że wpływ Wei Shuo na Wanga nie był zbyt znaczący, ale ich wiarygodność jest wątpliwa. Żadne jej dzieła kaligraficzne się nie zachowały, co jest nieco zagadkowe, biorąc pod uwagę, że jest najsławniejszą chińską artystką starożytnych Chin. Nie ma jednak wątpliwości, że Wang Xizhi, a potem jego syn Xianzhi kontynuowali tradycję rodziny Wei.